# Chrysoprasis concolor
Chrysoprasis concolor là một loài bọ cánh cứng trong họ Cerambycidae.